# Драгољуб Ставрев
Драгољуб Ставрев (Скопље, 28. јун 1932 — Скопље, 23. децембар 2003), правник и друштвено-политички радник СФР Југославије и СР Македоније. Од 29. априла 1982. до јуна 1986. године обављао је функцију председника Извршног већа Собрања СР Македоније. Од јуна 1986. до маја 1988. године обављао је функцију председника Председништва СР Македоније.

## Биографија
Рођен је 28. јуна 1932. године у Скопљу. Дипломирао је на Правном факултету у Скопљу 1957. године. Члан Комунистичке партије Југославије постао је 1950. године.
Био је на разним друштвено-политичким дужностима у студентској и омладинској организацији:
- председник школског комитета Народне омладине
- члан Универзитетског одбора Савеза студената Југославије
- члан Централног одбора Савеза студената Југославије
- главни уредник „Студентског збора“
- члан Председништва Народне омладине Југославије
- секретар и председник Централног комитета Народне омладине Македоније
- члан Универзитетског комитета СКМ у Савезу комуниста Македоније
- члан Организационо-политичког секретаријата ЦК СКМ

Године 1962. биран је за члана Централног комитета Савеза комуниста Југославије, као и за члана ЦК СКМ на Четвртом и Петом конгресу СКМ. Био је члан Извршног комитета ЦК СКМ и Секретаријата ЦК СКМ. Био је председник Градске конференције СКМ Скопље, потпредседник и председник Собрања града Скопље. Руководио је ратним комисијама у изградњи и обнови Скопља након потреса 1963. године.
Биран је за посланика Собрања СР Македоније. Био је члан и извршни секретар Председништва Централног комитета Савеза комуниста Југославије, члан Савезног извршног већа, председник Извршног већа Собрања СР Македоније од 29. априла 1982. до јуна 1986. године и председник Председништва СР Македоније од јуна 1986. до маја 1988. године.
Преминуо је 23. децембра 2003. године у Скопљу.
Издао је више стручних и политичких радова, међу којима и књигу „Македонске савремене политичке теме“.